# Pattinaggio di figura ai Giochi della IV Olimpiade
Alla IV Olimpiade Estiva del 1908 a Londra (Regno Unito), vennero assegnate medaglie in quattro specialità del pattinaggio di figura. Si trattò del primo torneo di uno sport invernale incluso nel programma olimpico, sedici anni prima delle prime Olimpiadi invernali di Chamonix 1924.
Le gare si svolsero dal 28 al 29 ottobre al Prince's Skating Club di Knightsbridge, sei mesi dopo la maggior parte degli altri eventi olimpici dei Giochi del 1908.

## Partecipazione

Le figure speciali presentate da Nikolaj Panin-Kolomenkin

Il numero di concorrenti, provenienti da sei nazioni, fu molto esiguo, tanto che due eventi su quattro si svolsero con soli tre partecipanti, garantendo così una medaglia per la sola partecipazione.
In particolare, solo tre pattinatori parteciparono alla gara di figure speciali maschile: tale disciplina, che si è tenuta una sola volta nella storia dei Giochi olimpici, consisteva nel "disegnare" sul ghiaccio con le lame dei pattini alcune figure geometriche e simmetriche predeterminate nel modo più preciso e abile possibile. Una settimana prima della gara, ogni partecipante doveva presentare alla giuria il disegno di quattro figure scelte liberamente, due delle quali venivano poi selezionate dai giudici.
È interessante notare che Horatio Torromé prese parte alle competizioni in rappresentanza dell'Argentina, unico pattinatore di questo paese che ha partecipato ai Giochi olimpici fino ad oggi e, fino al 2014, unico skater in rappresentanza del Sud America alle Olimpiadi e, prima di 1988, dell'America Latina. Partecipante al torneo del singolo maschile, Horatio Torromé fu anche uno dei giudici nel pattinaggio a coppie.
Alle gare parteciparono complessivamente 21 pattinatori di sei nazioni:
- Argentina (1)
- Germania (3)
- Gran Bretagna (11)
- Russia (1)
- Svezia (4)
- Stati Uniti d'America (1)

## Podi
| Evento                                          | Oro                                  | Perform. | Argento                                      | Perform. | Bronzo                              | Perform. |
| Pattinaggio di figura maschile (dettagli)       | Ulrich Salchow                       | 1886,5   | Richard Johansson                            | 1826,0   | Per Thorén                          | 1787,0   |
| Pattinaggio di figura femminile (dettagli)      | Madge Syers                          | 1262,5   | Elsa Rendschmidt                             | 1055,0   | Dorothy Greenhough-Smith            | 960,5    |
| Pattinaggio di figura a coppie (dettagli)       | Germania Anna Hübler Heinrich Burger | 56,0     | Regno Unito Phyllis Johnson James H. Johnson | 51,5     | Regno Unito Madge Syers Edgar Syers | 48,0     |
| Pattinaggio figure speciali maschile (dettagli) | Nikolaj Panin-Kolomenkin             | 219,0    | Arthur Cumming                               | 164,0    | Geoffrey Hall-Say                   | 104,0    |

## Medagliere
| Posizione | Paese         |   |   |   | Totale |
| --------- | ------------- | - | - | - | ------ |
| 1         | Gran Bretagna | 1 | 2 | 3 | 6      |
| 2         | Svezia        | 1 | 1 | 1 | 3      |
| 3         | Germania      | 1 | 1 | - | 2      |
| 4         | Russia        | 1 | - | . | 1      |
| Totale    | Totale        | 4 | 4 | 4 | 12     |